# Аварія в московському метро (2014)
Аварія в московському метро — подія, яка трапилася 15 липня 2014 року в Московському метрополітені близько 9:00 (за московським часом) на перегоні між станціями «Парк Перемоги» та «Слов'янський бульвар» Арбатсько-Покровської лінії. Загинуло 24 особи.

## Обставини
Як повідомило агентство «Інтерфакс», близько 9:00 поїзд у метро на перегоні між станціями «Парк Перемоги» і «Слов'янський бульвар» різко загальмував через зняття напруги на контактній рейці — і три вагони поїзда зійшли з рейок за 300 метрів до перону. Правоохоронні органи Москви повідомили, що інцидент не розглядають, як теракт.

## Жертви
За попередніми даними, кількість загиблих становить 24 людини. Серед жертв є опізнаними двоє громадян Таджикистану, громадянка України та один — Китаю. Є інформація, що жертвами стали четверо дітей у віці від 5 до 13 років.
| Країна      | Кількість |
| ----------- | --------- |
| Росія       | 18        |
| Таджикистан | 2         |
| Україна     | 1         |
| КНР         | 1         |
| Киргизстан  | 1         |
| Всього      | 23        |

Постраждало близько 160 людей, з них 129 — госпіталізовані, 42 людини в тяжкому стані. Також, за даними представника міністерства з надзвичайних справ Росії, серед постраждалих є громадяни п'яти країн — України, Молдови, Таджикистану, Узбекистану та Киргизстану. У той же час МЗС України повідомляє про те, що ні серед жертв, ні серед постраждалих громадян України немає.

## Розслідування
Офіційний представник Слідчого комітету Російської Федерації Володимир Маркін повідомив, що слідство розглядає декілька причин аварії. Всі вони є технічними, жодного зв'язку з терактами немає. Також він не виключає, що скоро з'являться перші підозрювані.
16 липня з'явилися перші підозрювані. Це дорожній майстер служби колії ГУП «Московський метрополітен» Валерій Башкатов і помічник дорожнього майстра шляху Юрій Гордов. За словами Слідчого комітету РФ, вони мали безпосередній стосунок до виробництва робіт з укладання стрілочного переводу на перегоні станцій «Парк Перемоги» — «Слов'янський бульвар», а також повинні були контролювати їхнє виконання

## Реакція
Мер Москви Сергій Собянін повідомив, що 16 липня буде день трауру за загиблими. Також, за його словами, робота по відновленню руху на Арбатсько-Покровській лінії займе 1,5-2 дні. Влада Москви також заявила про виплату компенсацій родичам загиблих у кількості 1 мільйона рублів, постраждалим — по 500 тисяч. У той же час керіництво метрополітену заявило про виплату по 2 мільйони сім'ям жертв і до мільйона залежно від ступеня травмування. Також співчуття висловили голова Ради Федерації Валентина Матвієнко, Президент Росії Володимир Путін та посол США в Росії.

## Факти
Один із користувачів у соціальній мережі Facebook повідомив, що за два тижні до катастрофи він подавав офіційний запит на адресу керівництва метрополітену щодо вібрації на даному перегоні. У відповіді йому зазначили, що «колія утримується у відповідності з технічними нормами і допусками, відступів в утриманні стиків не виявлено, розміри стикових зазорів відповідають технічним нормам».